# 新民北站
新民北站位于辽宁省沈阳市新民市新柳街道前营子村，是京沈客运专线和新通客运专线上的一座车站，由中国铁路沈阳局集团有限公司阜新车务段管辖，2018年12月29日建成启用。本站为新通客专与京沈客专的接轨站，车站西侧的姚家窝堡线路所另设有新通客专线至北京方向的上下行联络线。

## 车站结构
新民北站设有2座站台、8条股道，站房外观设计采用荷花的意象。
| 通过线   | 新通客运专线下行列车通过线                                              |
| 1站台    | 京沈客运专线往北京朝阳方向（黑山北站） 新通客运专线往通辽方向（彰武站） |
| 岛式站台 |                                                                         |
| 2站台    | 京沈客运专线往北京朝阳方向（黑山北站）                                  |
| 正线     | 京沈客运专线上行列车通过线                                              |
| 正线     | 京沈客运专线下行列车通过线                                              |
| 3站台    | 京沈客运专线往沈阳方向（沈阳西站）                                      |
| 岛式站台 |                                                                         |
| 4站台    | 京沈客运专线往沈阳方向（沈阳西站） 新通客运专线从通辽                   |
| 通过线   | 新通客运专线上行列车通过线                                              |